# Isla Anastasia
La Isla Anastasia (en inglés: Anastasia Island) Es una isla de barrera situada de la costa atlántica del noreste de la Florida al sur de los Estados Unidos. Se encuentra al este de San Agustín,  hacia el norte-sur en dirección levemente sureste hacia «Matanzas Inlet». La isla es de aproximadamente 14 millas (23 km) de largo y tiene un promedio de 1 milla de ancho. Está separada del continente por el río Matanzas, parte de la vía navegable Intracostera. La Bahía de Matanzas, el cuerpo de agua entre la isla y el centro de San Agustín, se abre en la entrada de San Agustín.
Parte de la isla (los barrios Davis Shores y Lighthouse Park) se encuentra dentro de los límites de la ciudad de San Agustín, mientras que otras comunidades de la isla incluyen la playa de St. Augustine, Coquina Gables, playa Butler, Playa Crescent y Playa Treasure.
Se cree que Juan Ponce de León pudo haber llegado a la isla barrera en 1513.  El almirante español Pedro Menéndez de Avilés, fundador de San Agustín, trasladó su establecimiento inicial a la isla de Anastasia después de una revuelta de los indios de Timucuan en 1566. Este asentamiento duró poco, y los colonos volvieron al continente en el sitio del actual centro de San Agustín.
Los españoles construyeron una torre de vigilancia de madera en el extremo norte de la isla Anastasia para advertir a la ciudad sobre los buques que se acercaban mediante la elevación de unas banderas con señales. Fue visitada por Sir Francis Drake en 1586. Los españoles finalmente reemplazaron la torre con una estructura de coquina que se convirtió en un faro poco después de que Florida fue anexada a los Estados Unidos en 1821.

## Véase también

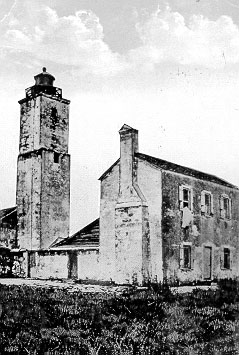
Vista del Faro antiguo construido sobre una estructura española